# La Forie
La Forie är en kommun i departementet Puy-de-Dôme i regionen Auvergne-Rhône-Alpes i centrala Frankrike. Kommunen ligger i kantonen Ambert som tillhör arrondissementet Ambert. År 2022 hade La Forie 316 invånare.

## Befolkningsutveckling
Antalet invånare i kommunen La Forie
| Referens: INSEE |